# Козарице
Козарице су насељено место у саставу града Новске, у западној Славонији, Република Хрватска.

## Становништво
На попису становништва 2011. године, Козарице су имале 433 становника.

## Попис1991.
На попису становништва 1991. године, насељено место Козарице је имало 518 становника, следећег националног састава:
| Попис 1991.‍ | Попис 1991.‍ | Попис 1991.‍ | Попис 1991.‍ | Попис 1991.‍ |
| ----------- | ----------- | ----------- | ----------- | ----------- |
|             |             |             |             |             |
| Хрвати      | Хрвати      |             | 479         | 92,47%      |
| Мађари      | Мађари      |             | 15          | 2,89%       |
| Срби        | Срби        |             | 9           | 1,73%       |
| Словаци     | Словаци     |             | 2           | 0,38%       |
| Немци       | Немци       |             | 1           | 0,19%       |
| непознато   | непознато   |             | 12          | 2,31%       |
| укупно: 518 |             |             |             |             |